# Marcus Garvey
Marcus Mosiah Garvey (17 tháng 8 năm 1887 – 10 tháng 6 năm 1940) là một nhà thuyết giáo, ký giả và nhà thực nghiệp người Jamaica, người sáng lập của Hiệp hội cải thiện tiêu cực vạn quốc và Liên minh xã khu châu Phi (UNIA (Anh ngữ) hay HCTT (Việt ngữ)), phương châm của tổ chức là Một Thượng đế, một Mục tiêu, Một Vận mệnh (One God, One Aim, One Destiny).

## Liên tiếp ngoại bộ
- Tài liệu về Marcus Garvey Lưu trữ ngày 12 tháng 5 năm 2008 tại Wayback Machine